# پترزبورگ، شهرستان دلاویر، آیووا
پترزبورگ (به انگلیسی: Petersburg) یک منطقهٔ مسکونی در ایالات متحده آمریکا است که در آیووا واقع شده‌است.